# An Absolutely Remarkable Thing
An Absolutely Remarkable Thing är Hank Greens debutroman som publicerades 25 september 2018 av bokförlaget Dutton. Boken är den första i en tvåboksöverkommelse. Den 7 juli 2020 publicerades uppföljaren "A Beautifully Foolish Endeavor".

### Fotnoter
1. ↑  https://www.goodreads.com/book/show/24233708-an-absolutely-remarkable-thing
2. ↑  https://www.latimes.com/books/jacketcopy/la-et-jc-hank-green-book-20170920-story.html
3. ↑  Green, Hank (2020). A beautifully foolish endeavor. ISBN 978-1-4732-2422-3. http://libris.kb.se/bib/htb6sm07fx35zzbg. Läst 22 juni 2022